# 泰尔沃 (德塞夫勒省)
泰尔沃（法語：Terves，法語發音：[tɛʁv]）是法国德塞夫勒省的一个旧市镇。1973年1月1日，泰尔沃与邻近的8个市镇以关联合并的形式并入布雷敘爾，泰尔沃成为了布雷叙尔的关联市镇。2013年3月28日，泰尔沃与其他关联市镇转变为委派市镇。

## 地理
泰尔沃（46°48'17"N, 0°30'32"W）位于法国新阿基坦大区德塞夫勒省，该省份为法国西部内陆省份，北起曼恩-卢瓦尔省，西接旺代省，南至夏朗德省和滨海夏朗德省，东临维埃纳省。
泰尔沃的时区为UTC+01:00、UTC+02:00（夏令时）。

## 行政
泰尔沃的邮政编码为79300，INSEE市镇编码为79324。

## 人口
泰尔沃于2018年1月1日时的人口数量为2617人。